# De Eerste de Beste

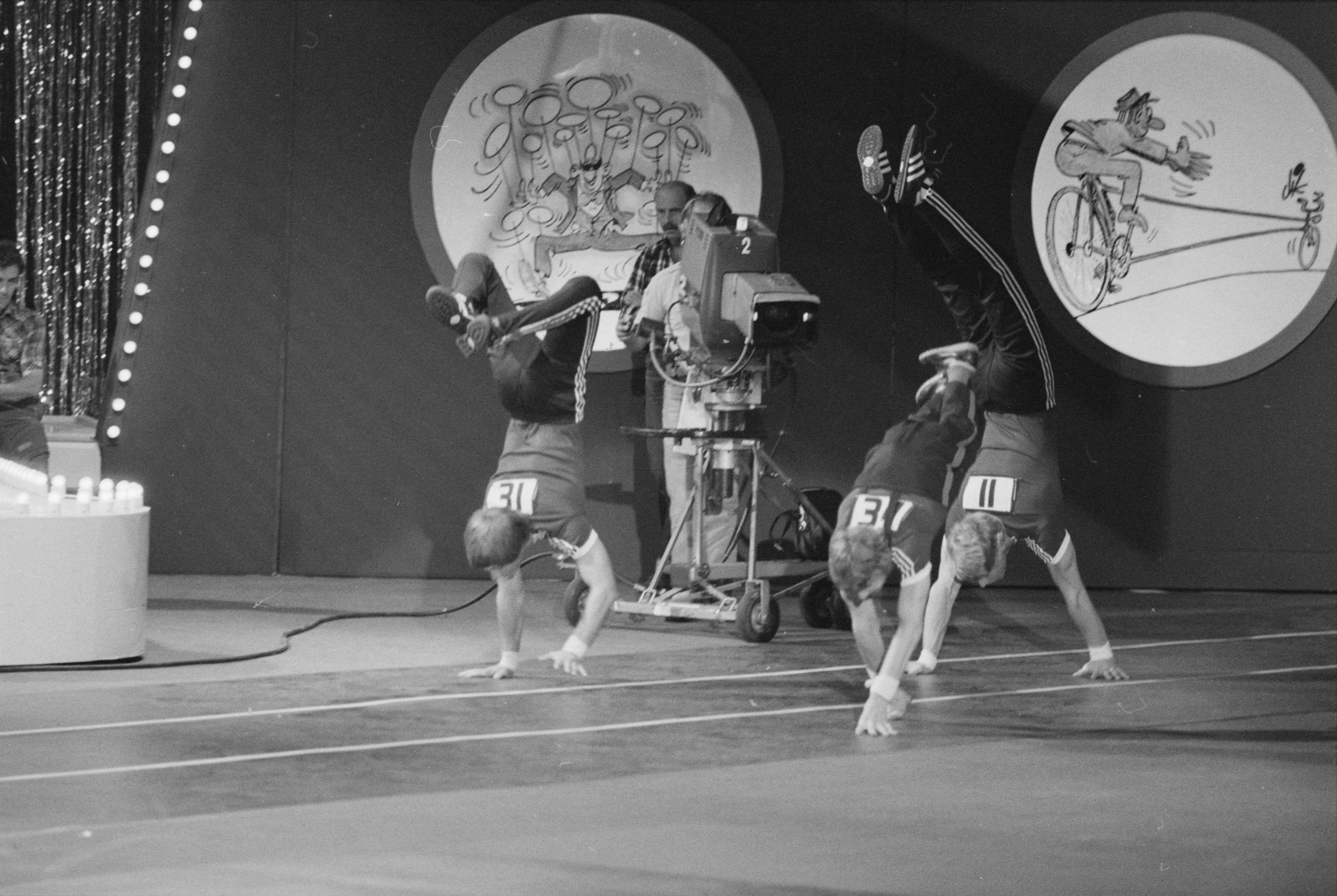
TROS tv opnamen De eerste de beste in Dronten, sept. 1980.

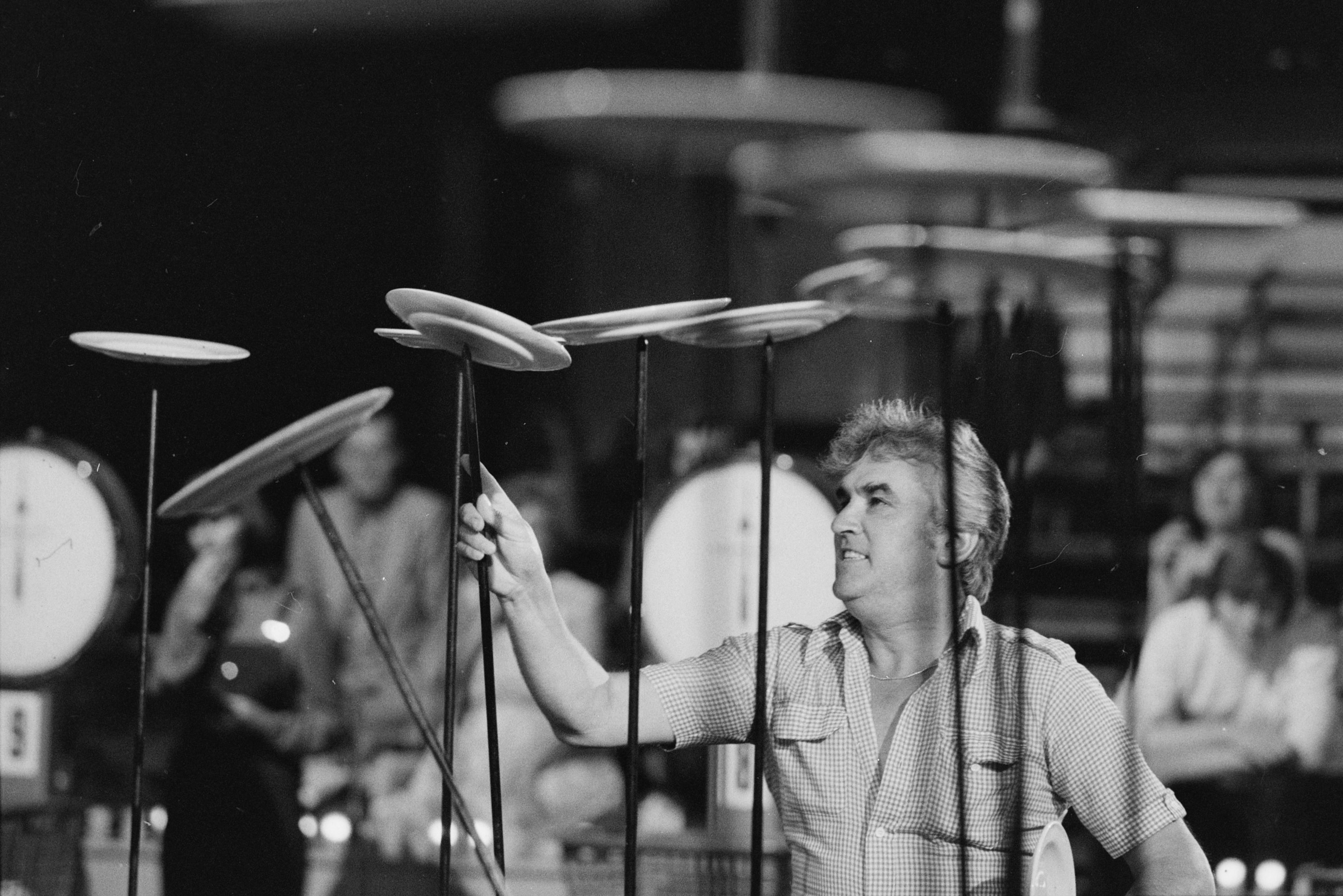

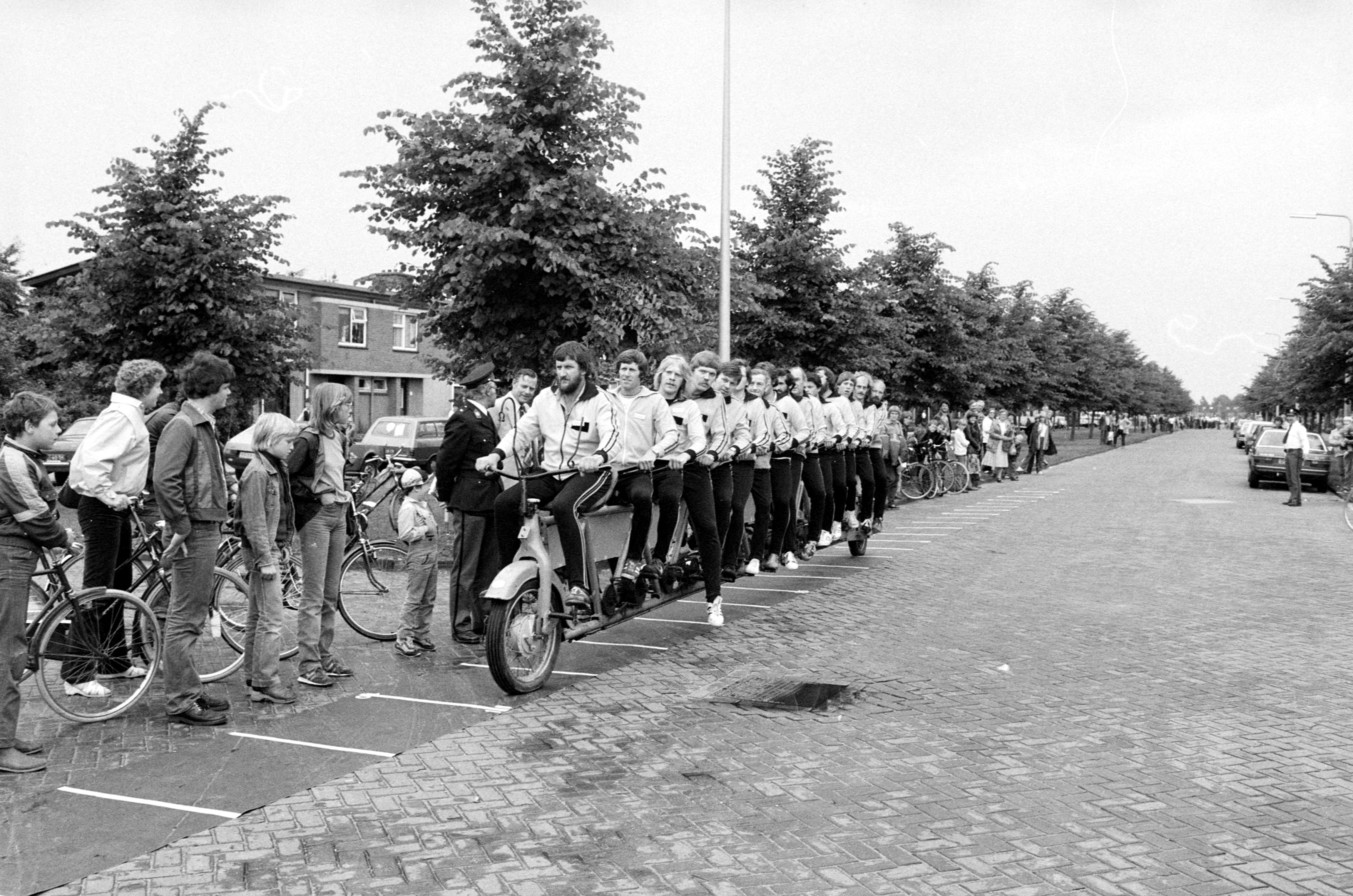

De Eerste de Beste was een televisieprogramma van de publieke omroep TROS. Het werd uitgezonden vanaf oktober 1981 t/m 1990 en bracht recordpogingen in beeld. Het werd eerst gepresenteerd door Martin Rudelsheim en later door het duo Tom Blom en Walter Tiemessen. Vanaf 1989 was Joost Cohensius de presentator. Als starter fungeerde Marten Barel, ook bekend van het programma Te land, ter zee en in de lucht. Dankzij dit programma kreeg het Guinness Book of Records grote bekendheid in Nederland.

## Domino-uitzending
Op 27 december 1986 en 2 januari 1988 was er een domino-uitzending van De Eerste de Beste, wat later vanaf 1998 bij SBS6 bekend zou worden als Domino Day. Toen stelden dertig studenten van de technische universiteiten van Delft, Eindhoven en Twente 1.500.000 dominostenen op in diverse vormen. Van al deze stenen vielen er 1.382.101 om door één duwtje en kwam daarmee in het Guinness Book of Records.

## Dodelijk ongeluk
Op maandag 25 mei 1987 gebeurde er een ongeluk bij een recordpoging van De Eerste de Beste. De Belgische stuntman Alain Vincx zou op Zandvoort tijdens de "World Record Day" door een aantal bussen heenrijden met een Chevrolet Camaro. Deze stunt had hij het jaar ervoor ook geprobeerd, maar mislukte toen, doordat hij bleef steken in de derde van vier opgestelde bussen. Hij raakte toen slechts gewond. Deze keer stond bus 2 echter iets lager dan de eerste bus, waardoor de Camaro tegen het dak van bus 2 aankwam bij het naar buiten gaan van de eerste bus. Doordat Alain een vierpunts gordel droeg, kon hij niet onder zijn dashboard kruipen, waardoor Alain tijdens de stunt onthoofd werd.

## Tunes
Onder andere (gedeeltes van) de volgende nummers werden als tune gebruikt:
- Baila (Ivan)
- In Dulce Decorum (The Damned) bij de domino-uitzending en vanaf 1989 toen Joost Cohensius het presenteerde